# Eugymnanthea polimantii
Eugymnanthea polimantii är en nässeldjursart som först beskrevs av Cerruti 1941.  Eugymnanthea polimantii ingår i släktet Eugymnanthea och familjen Eirenidae. Inga underarter finns listade i Catalogue of Life.